# Ходжес, Джозеф Ховард
Джозеф Ховард Ходжес (англ. Joseph Howard Hodges; 8 октября 1911, Харперс-Ферри, штат Западная Виргиния, США — 27 января 1985, Уилинг, штат Западная Виргиния, США) — прелат Римско-католической церкви, 3-й титулярный епископ Русада, 5-й епископ Уилинг-Чарлстона, участник Второго Ватиканского собора.
Активный общественный деятель. Сторонник экуменического диалога между представителями христианских деноминаций. Его имя присвоено библиотеке Уилингского иезуитского университета и реанимационному центру при больнице в Уилинге.

## Биография
Джозеф Ховард Ходжес родился в городке Харперс-Ферри, в штате Западная Вирджиния 8 октября 1911 года. Он был сыном Джозефа Ховарда Ходжеса-старшего и Эдны Бель, урождённой Хендрикс. Вскоре, после его рождения, семья переехала в Мартинсберг, где он поступил в среднюю школу святого Иосифа. С 1928 по 1930 год обучался в семинарии святого Карла в Элликотт-Сити, в штате Мэриленд. Продолжил образование в Папском Североамериканском колледже в Риме.
8 декабря 1935 года в Риме был рукоположён в священники для епархии Ричмонда. По возвращении в США был назначен клириком церкви Святейшего Сердца Иисуса в Данвилле, в штате Виргиния. С 1939 по 1945 год служил в церкви святого Андрея в городе Роанок. Затем был назначен руководителем епархиальной миссионерской группы. В 1955 году возглавил приход церкви святого Петра в Ричмонде.
8 августа 1952 года Папа Пий XII назначил Джозефа Ховарда Ходжеса коадъютором епископа Питера Лео Айртона в епархии Ричмонда и титулярным епископом Русада. Хиротония состоялась в Ричмонде 15 октября того же года; основным консекратором был епископ Питер Лео Айртон, которому сослужили епископы Винсент Станислаус Уотерс и Джон Фрэнсис Дирден. После хиротонии он остался настоятелем церкви святого Петра в Ричмонде. Затем его перевели в епархию Уилинга. 31 мая 1961 года он был назначен коадъютором архиепископа Джона Джозефа Суинта в этой епархии. После смерти предшественника, 23 ноября 1962 года Джозеф Ховард Ходжес стал пятым епископом Уилинга.
Он участвовал во всех четырёх сессиях Второго Ватиканского собора между 1962 и 1965 годами. Активно вводил соборные реформы в епархии: учредил литургическую комиссию, иерейский сенат и совет монахинь, разрешил апостольские группы мирян. Большой сторонник экуменизма, в 1964 году епископ учредил комиссию для содействия церковному единству. В 1978 году вошёл в число соучредителей Совместной комиссии католиков и англикан в штате Западная Виргиния. В 1981 году присоединился к Совету Церквей в Западной Виргинии. В 1968 году учредил пасторские советы; в 1970 году — экстраординарных министров и в 1975 году — постоянных дьяконов. В 1973 году полностью отреставрировал собор святого Иосифа в Уилинге. В 1981 году построил в Уилинге пастырский центр имени Папы Павла VI.
21 августа 1974 года епархия была переименована в епархию Уилинг-Чарльстона, и Джозеф Ховард Ходжес стал первым носителем титула епископа Уилинг-Чарлстона на кафедре. В 1976 году организовал в епархии движение в защиту жизни и выступил против открытия в Уилинге клиники абортов. Он основал в Уилинге Дом Мадонны для помощи матерям-одиночкам и медицинский центр гинекологии и материнства. Епископ занимал активную гражданскую позицию, используя своё положение для борьбы с социальной, экономической и политической несправедливостью в регионе Аппалачских гор. Он публично поддержал движение за гражданские права и призвал местные приходы к реализации социальных программ. Так появились организации, занимающиеся до сего дня раздачей бесплатного питания бездомным и оказывающие помощь пожилым людям.
В знак признания заслуг в социальной деятельности епископ был удостоен почётных научных степеней Уилингского иезуитского университета и Западно-Виргинского Уэслианского колледжа. В конференции католических епископов США Джозеф Ховард Ходжес был председателем Комитета по кампании за развитие человека. Он умер от рака лёгких в больнице 27 января 1985 года. Его похоронили в часовне на Горно-Голгофском кладбище города Уилинг, в штате Западная Виргиния.